# Tjeremkhovo
Tjeremkhovo (russisk: Черемхово, tr. Tjeremkhovo) er en by i Irkutsk oblast, Sibiriske føderale distrikt i Den Russiske Føderation omkring 150 kilometer nordvest for oblastens administrative center, Irkutsk. Byen har 53.958(2021) indbyggere og blev grundlagt i 1772 .

## Etymologi
Navnet Tjeremkhovo stammer fra det russiske navn for sorte kirsebær, tjerjomukha obyknovennaja.

## Geografi
Tjeremkhovo ligger omkring 15 kilometer fra den venstre bred af floden Angara. Tjeremkhovo er en stationsby på den Den transsibiriske jernbane, 5054 kilometer fra Moskva.

## Historie
Tjeremkhovo blev grundlagt i 1772  som en landsby og poststation på Sibirienvejen. I slutningen af 1800-tallet nåede den transsibiriske jernbane byen. I samme periode blev der første gang opdaget store kulforekomster. I 1896 blev den første mine oprettet, og i 1906 var der 89 kulminer. I løber af 1900-tallet blev Tjeremkhovo centrum for udvinding af kul i Irkutsk oblast og voksede til over 100.000 indbyggere. Byen har en stor andel tung industri.
Tjeremkhovos byvåben og flag indeholder elementer af kuldrift, jernbane samt sorte kirsebær.

### Indbyggerudvikling
| År   | Indbyggertal |
| ---- | ------------ |
| 1897 | 2.000        |
| 1926 | 14.500       |
| 1939 | 45.600       |
| 1959 | 121.700      |
| 1979 | 76.700       |
| 1989 | 73.636       |
| 2002 | 60.107       |
| 2009 | 53.892       |

Note: Data fra folketællinger (til 1926 afrundet)

## Økonomi og infrastruktur
Den vigtigste industri i Tjeremkhovo er fortsat kulminedrift. Ud over kulminedriften har byen virksomheder inden for maskinfremstilling, træbearbejdning, lys og fødevareindustrien.
Tjeremkhovo er en station på den transsibiriske jernbane, med en 20 km lang godsbane til Svirsk, der afgrener ved Angara.
Hovedvejen M53 fra Novosibirsk via Krasnojarsk til Irkutsk, en del af den transsibiriske vejforbindelse, passerer ca. 10 kilometer sydøst for byen.

## Kendte personer fra Tjeremkhovo
- Aleksandr Polesjtjuk – Kosmonaut
- Aleksandr Vampilov – manuskriptforfatter af burjatisk oprindelse
- Sergej Tjemezov – tidligere KGB-agent og efterfølgende forretningsmand